# S41 (861)
Pour les articles homonymes, voir S41.
Le S41 (numéro de coque 861), est un sous-marin d'attaque conventionnel diesel-électrique de type 209/1400 construit en Allemagne. Il est actuellement en service dans la marine égyptienne. 

## Caractéristiques
Selon son constructeur TKMS, le sous-marin HDW Type 209/1400 modifié est la version la plus récente de la « famille » HDW Type 209, une série de 63 bateaux construits pour 14 marines clientes. Comme tous ses prédécesseurs, le HDW Type 209/1400 modifié est un sous-marin compact et fiable, doté de la technologie la plus récente, d’une capacité de combat élevée, d’une grande autonomie de batteries et d’une faible signature acoustique. Ses profils de mission comprennent non seulement la défense maritime et la prévention des conflits, mais aussi des tâches de surveillance et de collecte de renseignement. Il est également idéal pour les missions de déploiement opérationnel des forces spéciales.
Les forces armées égyptiennes ont déclaré que le navire serait utilisé pour protéger la sécurité nationale de l’Égypte, protéger ses intérêts économiques et assurer la sécurité et la libre navigation dans le canal de Suez et d’autres régions. Selon un communiqué de l’armée égyptienne, les navires ont une autonomie de 11000 milles marins, une vitesse maximale de 21 nœuds et un déplacement de 1400 tonnes. Les nouveaux Type 209 remplaceront très probablement les quatre vieux navires de classe Romeo de la marine égyptienne livrés en 1983-1984.
Les sous-marins égyptiens ont 8 tubes lance-torpilles de 21 pouces (533 mm) et sont capables de transporter et de lancer jusqu’à 14 missiles et torpilles. De plus, ils peuvent déployer des mines navales. Ils sont équipés de torpilles SeaHake modèle 4 et de missiles UGM-84L Harpoon Block II,.

## Historique
L’Égypte a initialement commandé deux sous-marins de type 209/1400 modifié en 2011, puis deux autres en 2014. Le contrat pour les deux premiers bateaux s’élève à environ 900 millions d’euros. Selon l’agence de presse allemande Deutsche Presse-Agentur, le contrat pour les deux sous-marins suivants est estimé à plus de 500 millions d’euros.
Le S41 (861) est le premier de ces sous-marins. Le constructeur naval ThyssenKrupp Marine Systems (TKMS) a commencé à le construire en mars 2012, et le navire a été lancé en décembre 2015 après 57 mois de travaux de construction. La marine égyptienne a reçu le S41 le 12 décembre 2016, le même mois où a été lancé le deuxième sous-marin, le S42,. Après un long voyage depuis Kiel, le S41 est arrivé le 19 avril 2017 à son port d'attache, Alexandrie, et il est officiellement entré en service. Avant d’atteindre sa base navale, le S41 a mené son premier exercice naval avec d’autres unités de la marine égyptienne, s’assurant ainsi qu’il était prêt à rejoindre la flotte.